# Оллстон, Хэнни
Хэнни Оллстон (англ. Hanny Allston; 12 февраля 1986, Хобарт, Тасмания) — австралийская ориентировщица, стала первой неевропейкой, кто смог завоевать золотую медаль чемпионата мира по ориентированию.
Хэнни Оллстон живёт и тренируется в Тасмании.
В 2006 году на чемпионате мира в датском Орхусе сенсационно выиграла спринт, оставив на втором месте признанного лидера женского ориентирования последних лет швейцарку Симону Ниггли.
В момент выигрыша взрослого чемпионата мира Хэнни находилась ещё в юниорском возрасте. Более того, всего месяцем ранее выиграла золото на молодёжном чемпионате мира.
Таким образом она является единственной спортсменкой, кому удалось выиграть взрослый и юниорский чемпионат мира по спортивному ориентированию в один и тот же год.
На Чемпионате мира 2015 в Шотландском Инвернессе стала четвёртая в спринте, уступив бронзовой призёрке россиянке Галине Виноградовой 2 секунды.